# Lorenzo Bellotto

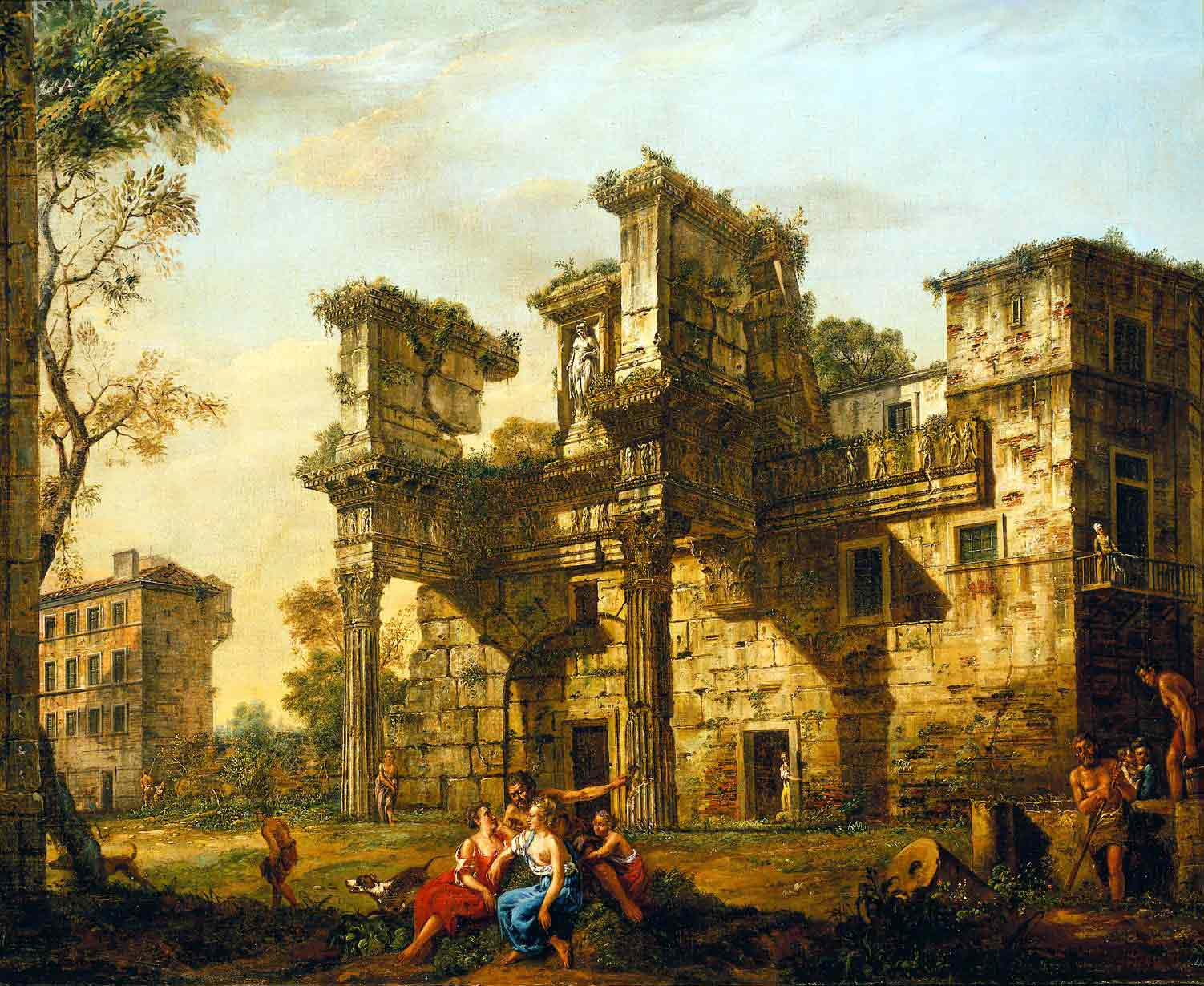
Fragment Forum Nervy

Lorenzo Bellotto (ur. 1744 w Wenecji, zm. 20 października 1770 w Warszawie) – włoski malarz, jedyny syn i uczeń Bernarda.

## Życiorys
W 1747 wraz z rodziną przybył do Drezna. Od ok. 1759 towarzyszył ojcu podczas jego pobytu w Wiedniu i w Monachium. W 1762 wrócił do Drezna, gdzie przebywał do stycznia 1767. W tym czasie rozpoczęła się jego współpraca malarska z ojcem. W latach 1765–1766 asystował ojcu przy prowadzeniu kursu malarstwa pejzażowego i architektury w drezdeńskiej Akademii Sztuk Pięknych. Równocześnie rozwijał swoją własną twórczość, zyskując w Dreźnie pewien rozgłos jako malarz. W 1766 wystawiał na ekspozycji w Akademii oraz w galerii hrabiego Brühla, a Christian IV Wittelsbach, spokrewniony z dworem saskim książę palatyn Zweibrücken, posiadał w swoich zbiorach 12 obrazów Lorenza.
W styczniu 1767 rodzina Bellotto przeniosła się do Warszawy. Lorenzo został asystentem ojca, współpracując przy malarskich dekoracjach w Zamku Ujazdowskim oraz przy cyklu widoków Rzymu.
Zmarł w Warszawie w wieku 26 lat.